# Усаров, Сахиб Тоиржанович
Сахи́б Тоиржа́нович Уса́ров (тадж. Сохиб Тоирчонович Усаров; род. 5 декабря 1983, Канибадам, Ленинабадская область, Таджикская ССР, СССР) — российско-таджикский, мастер спорта международного класса, выступающий во втором легчайшем весе,чемпион России (2008),чемпион Европы по версии WBO (2009), интерконтинентальный чемпион по версии WBO (2012).

## Профессиональная карьера
Карьеру профессионального боксёра Сахиб Усаров начал в 2006 году в 22 года. Выиграл 23 боя, из них 8 нокаутом.
Победитель кубка Китая (2004),трёхкратный чемпион Москвы, двукратный чемпион Вооруженных сил России, четырёхкратный победитель Кубка Москвы, двукратный победитель турнира в категории класса «А» Братьев Кличко. Лучшая позиция в мире в рейтинге BOXREC — 5 (2012).
2 октября 2009 года Усаров победил Александра Фёдорова и стал европейским чемпионом по версии Всемирной боксерской организации WBO.
4 февраля 2012 года в Нью-Йорке Усаров победил олимпийского чемпиона (2004) и чемпиона мира (2001) — кубинца Яна Бартелеми, завоевав тем самым пояс WBO Inter-Continental во втором легчайшем весе.
8 декабря 2017 года в румынском Бузэу Сахиб Усаров должен был провести бой за звание WBA Inter-continental c румынским чемпионом Виорелом Симионом

## Список чемпионских боёв
| №  | Дата боя         | Оппонент            | Результат                        |
| -- | ---------------- | ------------------- | -------------------------------- |
| 1  | 16 сентября 2006 | Сухробджон Усмонов  | Победа, технический нокаут       |
| 2  | 21 октября 2006  | Павел Кубасов       | Победа, единогласное решение     |
| 3  | 15 декабря 2006  | Самариддин Холбоев  | Победа, отказ от продолжения боя |
| 4  | 22 февраля 2007  | Тахир Ибрагимов     | Победа, технический нокаут       |
| 5  | 28 апреля 2007   | Сергей Тушнолобов   | Победа, нокаут                   |
| 6  | 23 августа 2007  | Равиль Шалагин      | Победа, единогласное решение     |
| 7  | 2 ноября 2007    | Мамед Ядгаров       | Победа, решение большинства      |
| 8  | 22 февраля 2008  | Андрей Андриадис    | Победа, единогласное решение     |
| 9  | 31 мая 2008      | Равиль Шалагин      | Победа, технический нокаут       |
| 10 | 4 октября 2008   | Жанат Жакиянов      | Победа, единогласное решение     |
| 11 | 23 мая 2009      | Александр Шишкин    | Победа, отказ от продолжения боя |
| 12 | 2 июля 2009      | Рахим Мингалеев     | Победа, единогласное решение     |
| 13 | 2 октября 2009   | Александр Фёдоров   | Победа, единогласное решение     |
| 14 | 6 февраля 2010   | Илхом Рахимов       | Победа, решение большинства      |
| 15 | 26 июня 2010     | Алексей Шорохов     | Победа, единогласное решение     |
| 16 | 9 июля 2011      | Серхио Гомес        | Победа, единогласное решение     |
| 17 | 17 декабря 2011  | Юрий Воронин        | Победа, единогласное решение     |
| 18 | 4 февраля 2012   | Ян Бартелеми        | Победа, единогласное решение     |
| 19 | 18 мая 2013      | Жандос Жетписбаев   | Победа, единогласное решение     |
| 20 | 23 сентября 2016 | Александр Салтыков  | Победа, отказ от продолжения боя |
| 21 | 14 ноября 2016   | Георгий Гачечиладзе | Победа, отказ от продолжения боя |
| 22 | 10 марта 2017    | Руслан Берчук       | Победа, единогласное решение     |